# Rajd Świdnicki 2012
Rezultaty Rajdu Świdnickiego (40. Rajd Świdnicki-Krause), 2. rundy Rajdowych Samochodowych Mistrzostw Polski w 2012 roku, który odbył się w dniach 20-22 kwietnia:

## Wyniki
| Miejsce | Kierowca             | Pilot                 | Samochód                    | Grupa-Klasa | Czas      | Strata |
| ------- | -------------------- | --------------------- | --------------------------- | ----------- | --------- | ------ |
| 1.      | Kajetan Kajetanowicz | Jarosław Baran        | Subaru Impreza              | N-4         | 1:37:57.4 |        |
| 2.      | Michał Bębenek       | Grzegorz Bębenek      | Peugeot 207 S2000           | S2000       | 1:38:33.5 | 36.1   |
| 3.      | Maciej Rzeźnik       | Przemysław Mazur      | Peugeot 207 S2000           | S2000       | 1:39:18.8 | 1:21.4 |
| 4.      | Łukasz Habaj         | Piotr Woś             | Mitsubishi Lancer Evo IX    | N-4         | 1:40:02.1 | 2:04.7 |
| 5.      | Tomasz Kuchar        | Daniel Dymurski       | Subaru Impreza              | N-4         | 1:40:20.5 | 2:23.1 |
| 6.      | Mariusz Małyszczycki | Jacek Rathe           | Mitsubishi Lancer Evo IX    | N-4         | 1:40:32.0 | 2:34.6 |
| 7.      | Jarosław Kołtun      | Ireneusz Pleskot      | Ford Fiesta S2000           | S2000       | 1:41:36.9 | 3:39.5 |
| 8.      | Jan Chmielewski      | Jakub Gerber          | Citroën DS3                 | R           | 1:42:34.3 | 4:36.9 |
| 9.      | Mariusz Stec         | Michał Przystupa      | Mitsubishi Lancer Evolution | N-4         | 1:43:18.5 | 5:21.1 |
| 10.     | Mariusz Nowocień     | Bartłomiej Jakubowski | Mitsubishi Lancer Evolution | N-4         | 1:43:57.1 | 5:59.7 |